# Repište (district de Žiar nad Hronom)
Repište (hongrois : Repistye) est un village de Slovaquie situé dans la région de Banská Bystrica.

## Histoire
La première mention écrite du village date de 1388.

## Démographie

### Évolution de la population
| Année:               | 1994. | 2004.   | 2014.   | 2024.   |
| -------------------- | ----- | ------- | ------- | ------- |
| Nombre de personnes: | 325   | 304     | 299     | 277     |
| Différence:          |       | -6,46 % | -1,64 % | -7,35 % |

| Année:               | 2023. | 2024.   |
| -------------------- | ----- | ------- |
| Nombre de personnes: | 270   | 277     |
| Différence:          |       | +2,59 % |